# Missile Command 3D
Missile Command 3D est un jeu vidéo d'action, sorti en 1995 sur Jaguar. Le jeu a été développé par Virtuality Entertainment et édité par Atari.